# Wikifonia
Wikifonia era un sito internet di spartiti musicali che utilizza un'interfaccia basata sul formato MusicXML e wiki, una raccolta di documenti ipertestuali, con autorizzazione copyright clearance.

## Storia
Il sistema Wikifonia è stato sviluppato grazie alla collaborazione tra vari istituti di istruzione superiore di Gand (Belgio). Nel marzo 2005 i ricercatori del progetto, tra i quali Thomas Bonte sono stati insigniti del Creativity to Business Award dalla AUGent.
Il sistema fu pubblicato nel luglio del 2006.

## Progetto
Scopi di Wikifonia sono:
La creazione di musica, la sua pubblicazione con partitura di pubblico dominio e la divulgazione di brani precedentemente protetti da Copyright;
La conversione di partiture, esportate da programmi notazionali come Sibelius, Finale e simili e caricate sul sito, in formato MusicXML;
La conversione dal formato MusicXML, che non prevede la visione, in formato GNU LilyPond;
Il riconoscimento ottico di file pdf mediante un Software OMR Open source;
La pubblicazione di video dimostrativi su YouTube.
La musica pubblicata sul sito ufficiale è sotto licenza Musi©opy Archiviato il 21 luglio 2011 in Internet Archive., un'organizzazione con sede nei Paesi Bassi.
Il costo dei diritti è sostenuto dalla fondazione Wikifonia, un'Organizzazione non a scopo di lucro nata nel luglio 2006.

## Wiki
Il sito Wikifonia consente la navigazione, il download degli spartiti nei formati pdf o MusicXML, senza alcun obbligo di registrazione.